# Bertram Forer
Bertram R. Forer (24. října 1914 Springfield, Massachusetts, USA – 6. dubna 2000 Springfield, Massachusetts, USA) byl americký psycholog známý především pro popsání Forerova efektu.
Forer se narodil ve Springfieldu v Massachusetts a graduoval na Massachusettské univerzitě v Amherstu v roce 1936. Tituly M.A. a Ph.D. v klinické psychologii získal na Kalifornské univerzitě v Los Angeles.
Sloužil jako psycholog a administrátor ve vojenské nemocnici ve Francii během 2. světové války. Po návratu pracoval na psychiatrické klinice Ministerstva pro záležitosti veteránů v Malibu. V Malibu též provozoval soukromou praxi.

## Forerův experiment
V roce 1948 provedl na svých studentech osobnostní test a aniž by ho vyhodnotil, dal všem studentům stejnou analýzu poskládanou z astrologického textu z novin. Studenty pak požádal, aby ohodnotili tento jejich popis na škále od nuly (nejméně) do pěti (nejvíce) podle přesnosti. Průměrné ohodnocení bylo 4,26. Tento experiment byl od roku 1948 mnohokrát zopakován a průměr vycházel vždy zhruba 4,2. Tento jev byl pojmenován Forerův efekt. Ukazuje, že lidé mají tendenci přijímat obecné popisy jako individuální, aniž by si uvědomovali, že mohou platit téměř na kohokoliv. Důvodem je podvědomé přání lidí, aby takovéto popisy byly pravdivé. Forerův experiment je často používán ke kritice osobnostních testů, jako například MBTI.